# Distrito de Alanje
El distrito de Alanje es una de las divisiones que conforma la provincia de Chiriquí, situado en la República de Panamá.

## Historia
La fundación del distrito va a la par de la fundación de la ciudad de Alanje en 1591 por Pedro Montilla y Añasco, quien estableció un caserío en la orilla derecha del río Chico.

## División político-administrativa
Está conformado por nueve corregimientos:
- Alanje
- Divalá
- El Tejar
- Guarumal
- Palo Grande
- Querévalo
- Santo Tomás
- Canta Gallo
- Nuevo México